# Ursula Hensel-Krüger

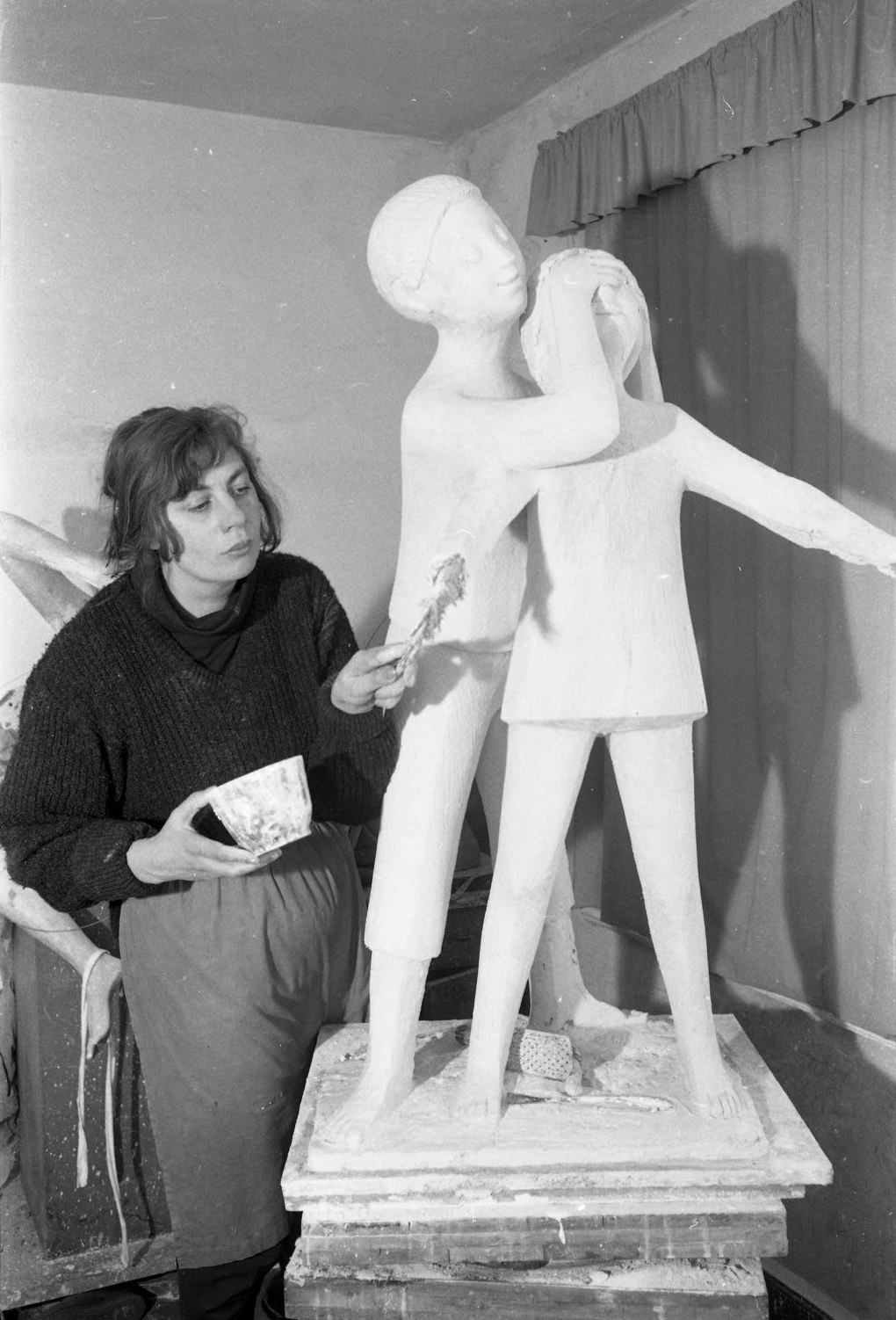
Ursula Hensel-Krüger

Ursula Hensel-Krüger (* 26. Juni 1925 in Hamburg; † 25. Februar 1992 in Westerland) war eine deutsche Bildhauerin.

## Leben

### Familie
Ursula Hensel-Krüger (geb. Krüger) war verheiratet und lebte seit 1963 in Westerland auf Sylt; gemeinsam hatten sie einen Sohn. 1983 verstarb ihr Ehemann; nach dem Tod ihres Sohnes nahm sie sich 1992 in Westerland das Leben.

### Werdegang
Ursula Hensel-Krüger verlebte die ersten zehn Jahre ihrer Kindheit in den USA.
Während des Zweiten Weltkriegs, den sie in Kiel verbrachte, arbeitete sie als Kindergärtnerin.
Nach 1945 begann sie ihr überwiegend autodidaktisches Kunststudium, so besuchte sie 1950 als Gast die Stuttgarter Kunstakademie und studierte 1951 ein Jahr lang in Mailand, Florenz sowie an der Accademia di Belle Arti di Roma in Rom.
Nachdem sie 1956 ihre ersten Plastiken ausgestellt hatte, erhielt sie ein einjähriges Schleswig-Holstein-Landesstipendium, dass ihr einen Studienaufenthalt in Paris und Italien ermöglichte; weitere Reisen führten sie dann nach Mittel- und Südamerika sowie nach Russland.
In den 1960er und 1970er Jahren erhielt sie zahlreiche Kunst-am-Bau-Aufträge.
Nach eigener Krankheit und dem Tod ihres Ehemannes, beendete sie 1983 unvermittelt ihr bildhauerisches Schaffen.

### Künstlerisches Wirken

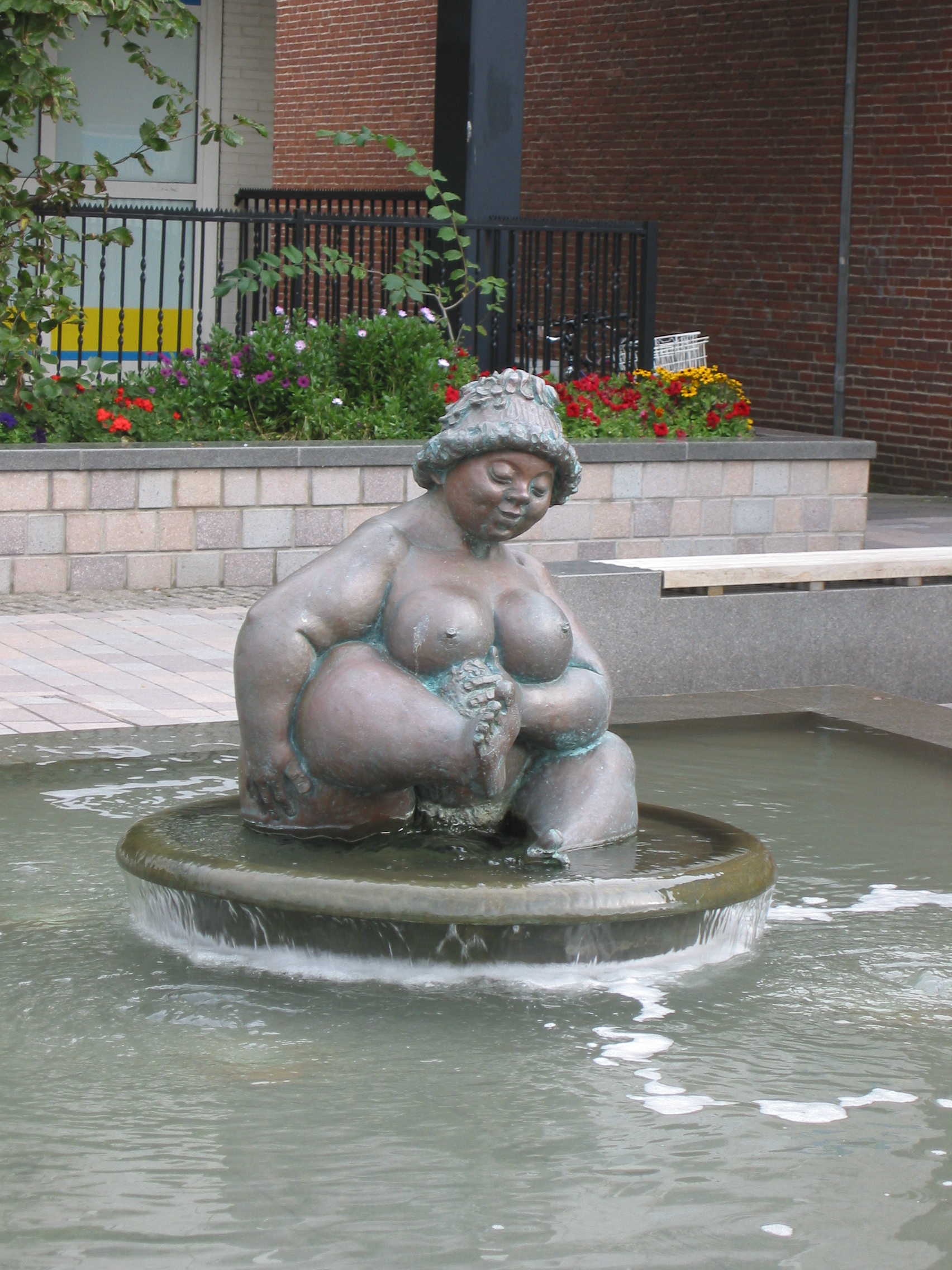
Wilhelmine

Ursula Hensel-Krüger schuf überwiegend Kinder- und Frauenplastiken. Ihre Plastiken, mit zum Teil üppigen Körperformen, sollten Optimismus und Freude als Gegengewicht zum harten Alltag ausstrahlen. Sie arbeitete vor allem in Muschelkalk- oder Bronzeguss.
Die Großzahl ihrer Werke befinden sich im Stadtgebiet von Kiel. Zu ihren bekanntesten Werken gehört das 1980 geschaffene Wahrzeichen von Westerland, Wilhelmine in der Fußgängerzone.

## Ausstellungen
- 1954: Landesschau Schleswig-Holsteinischer Künstler.
- 1955: Landesschau Schleswig-Holsteinischer Künstler.
- 1956: Landesschau Schleswig-Holsteinischer Künstler.
- 1957: Landesschau Schleswig-Holsteinischer Künstler.
- 1958: Landesschau Schleswig-Holsteinischer Künstler.
- 1959: Landesschau Schleswig-Holsteinischer Künstler.
- 1959: Ausstellung der Malerinnen und Bildhauerinnen in Kiel.
- 1960: Landesschau Schleswig-Holsteinischer Künstler.
- 1962: Landesschau Schleswig-Holsteinischer Künstler.
- 1963: Landesschau Schleswig-Holsteinischer Künstler.
- 1964: Landesschau Schleswig-Holsteinischer Künstler.
- 1964: Ausstellung der Malerinnen und Bildhauerinnen in Kiel.
- 1965: Landesschau Schleswig-Holsteinischer Künstler.
- 1966: Landesschau Schleswig-Holsteinischer Künstler.
- 1967: Landesschau Schleswig-Holsteinischer Künstler.
- 1978: Landesschau Schleswig-Holsteinischer Künstler.
- 1983: Landesschau Schleswig-Holsteinischer Künstler.

## Werke (Auswahl)
- Sitzende Kinder in der Grund- und Gemeinschaftsschule, Dorfstraße 21 in Neumünster.
- Sgraffiti an der Schule Einfeld.
- Brunnenplastik am Gymnasium in Westerland.
- Brunnenplastik am Gymnasium in Bad Bramstedt.
- Wahrzeichen Roter Hahn in der Siedlung Roter Hahn, Ecke Ost-/Westpreußenring, Lübeck-Kücknitz.[1]
- Globus vor der IHK am Lorentzendamm 24 in Kiel-Damperhof.
- Lesende Kinder am Blücherplatz in Kiel.
- Liegende Kinder in Goldregenweg in Kiel-Elmschenhagen.
- De Fischer un sin Fru in der Bürgerschule, Asmussenstraße in Husum und in der Capitolstraße/Am Lornsenpark in Schleswig.[2]
- Tine und Stine in Bielenbergstraße, Gaarden-Ost (wurde im Frühjahr 2015 wegen umfassender Sanierungen der Wohnhäuser entfernt und wird hoffentlich anschließend wieder aufgestellt).
- Lesende Kinder in der Beselerallee/Holtenauer Straße in Kiel (1956).
- Venus im Düsternbrooker Weg 148 in Kiel (1957).
- Mädchenreigen in der Käthe-Kollwitz-Schule, Harmsstraße 117 in Kiel (1958).
- Mutter und Kind in der Frauenklinik im Universitätsklinikum Schleswig-Holstein (Eingangsbereich), Arnold-Heller-Straße in Kiel (1958).
- Mädchen am Wasser in der Andreas-Gayk-Schule, Tiefe Allee 45 in Kiel (1961).
- Ellerbeker Buttjer am Tilsiter Platz in Wellingdorf (1963).
- Spielende Kinder in der Schule Rotenhof, Ahlmannstraße in Rendsburg  (1963).
- Spielende Kinder in der Projensdorfer Straße/Heider Straße in Kiel (1963).
- Schusterjunge auf dem Feldmannsplatz in Preetz (1964).
- Skulptur Neunlinge am Rungholtplatz in Kiel-Suchsdorf (1967).
- Lütt Matten in der Grundschule, Zum See/Hasenberg, Schwentinental (1971).
- Wahrzeichen Wilhelmine in der Wilhelmstraße in Westerland (1980).

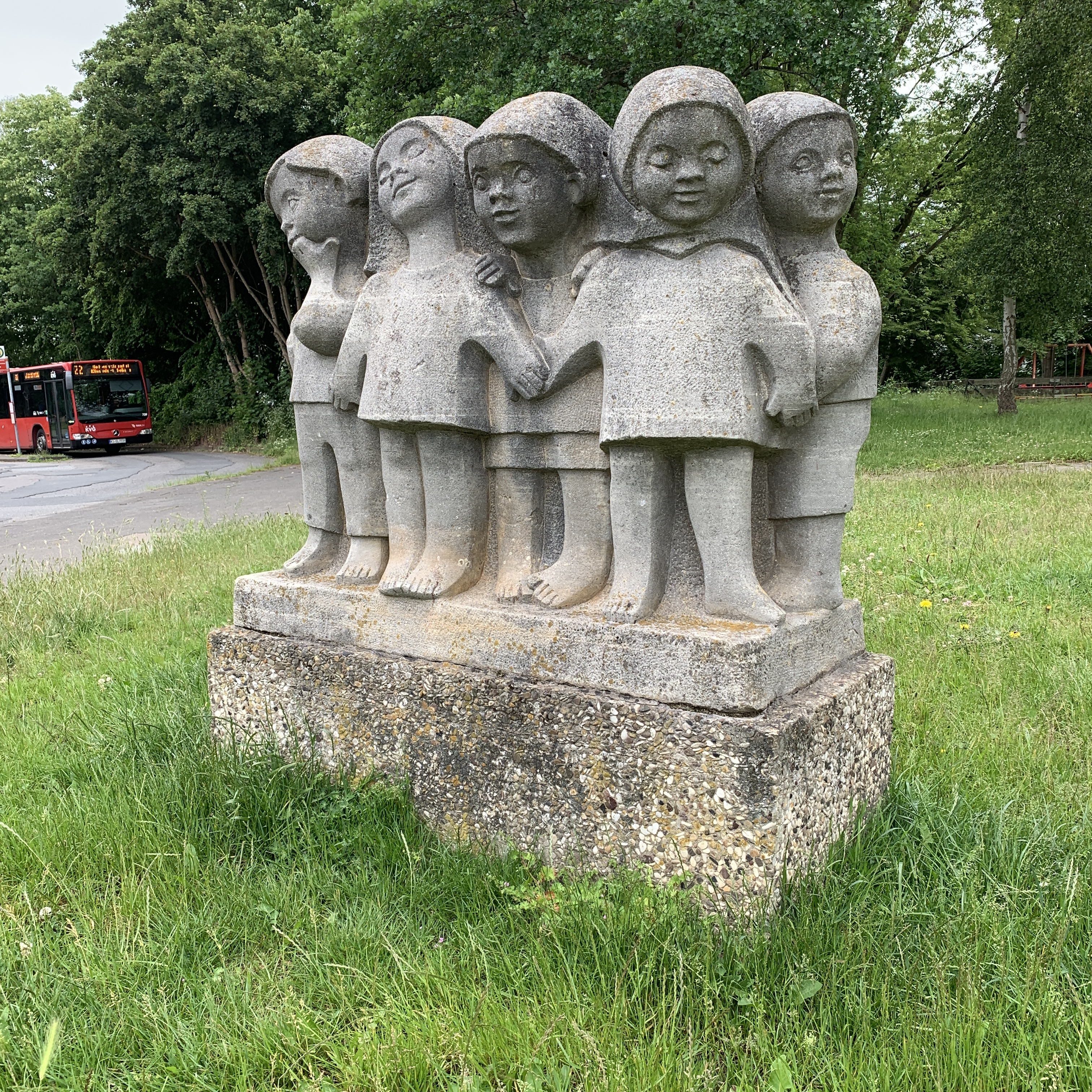
Neunlinge
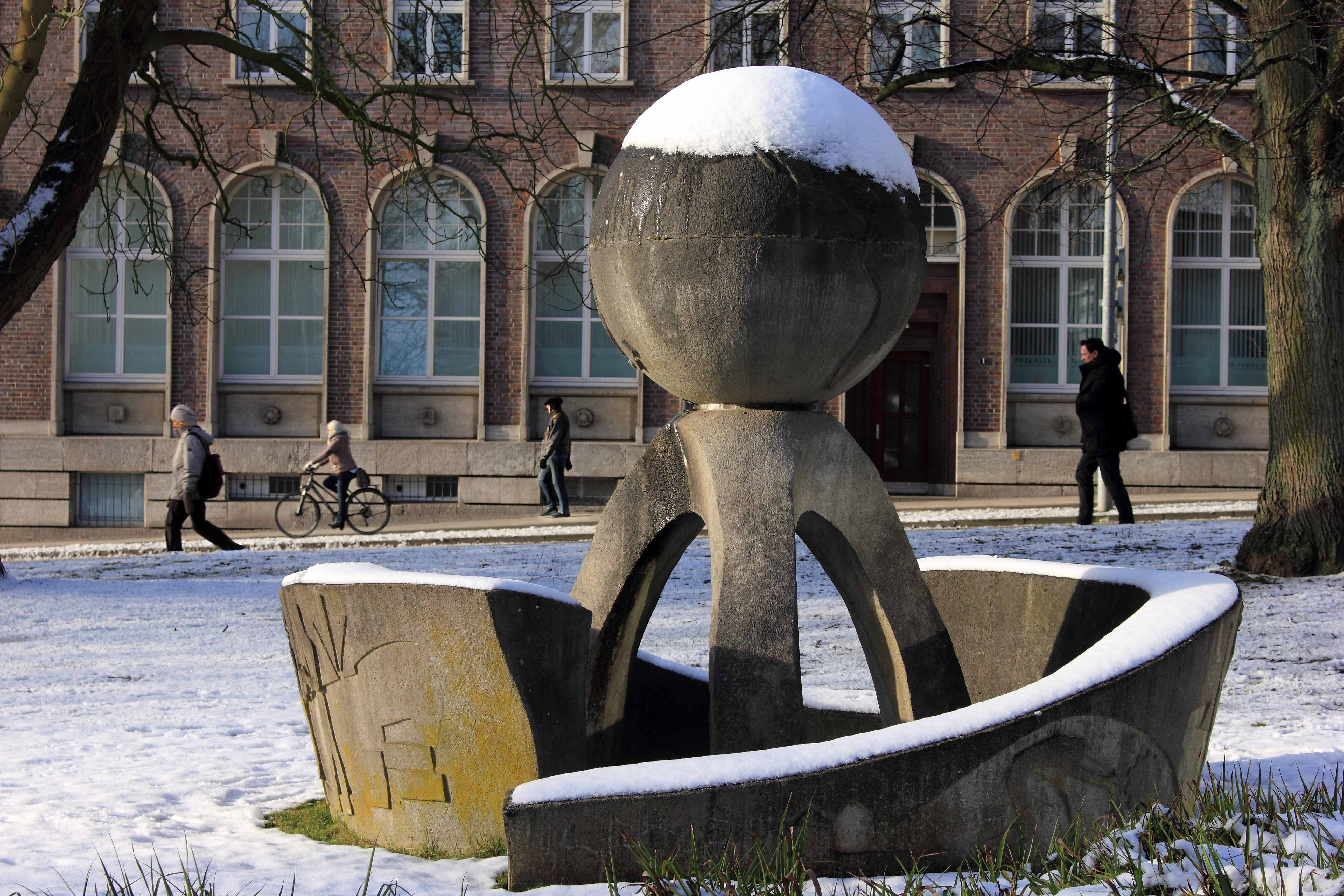
Globus
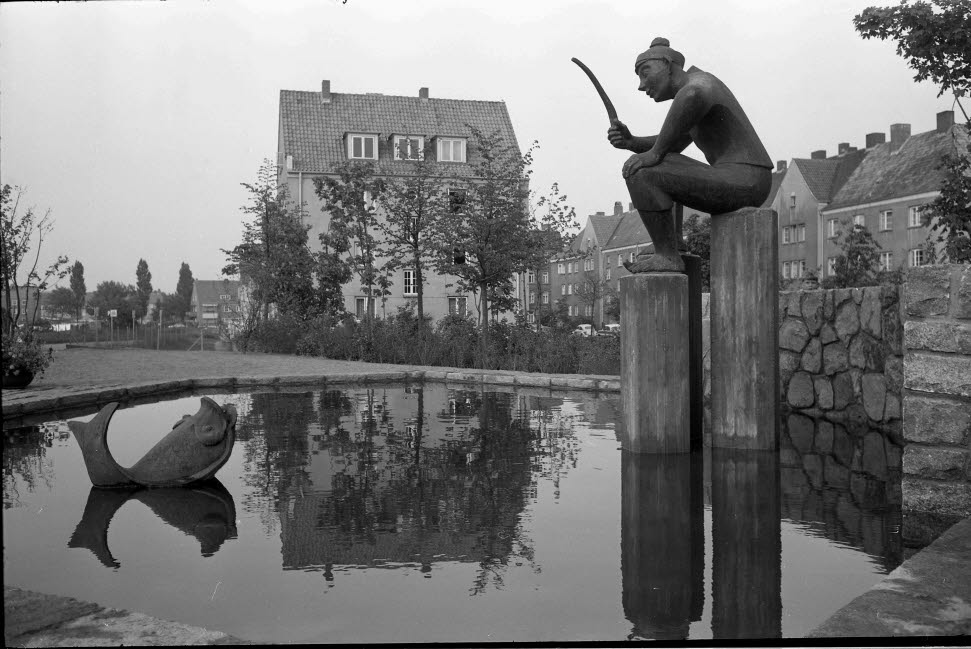
Ellerbeker Buttjer
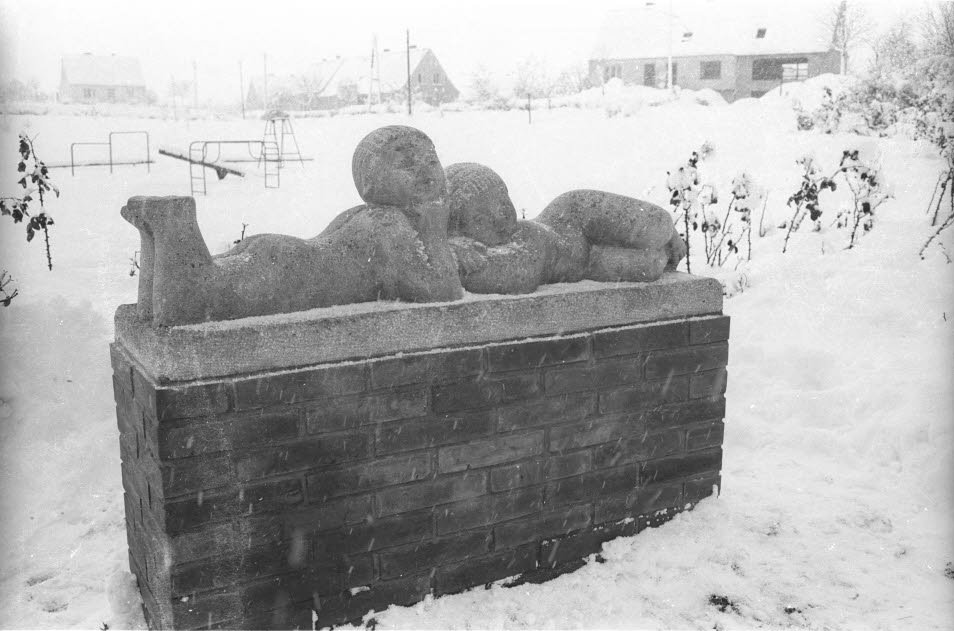
Liegende Kinder
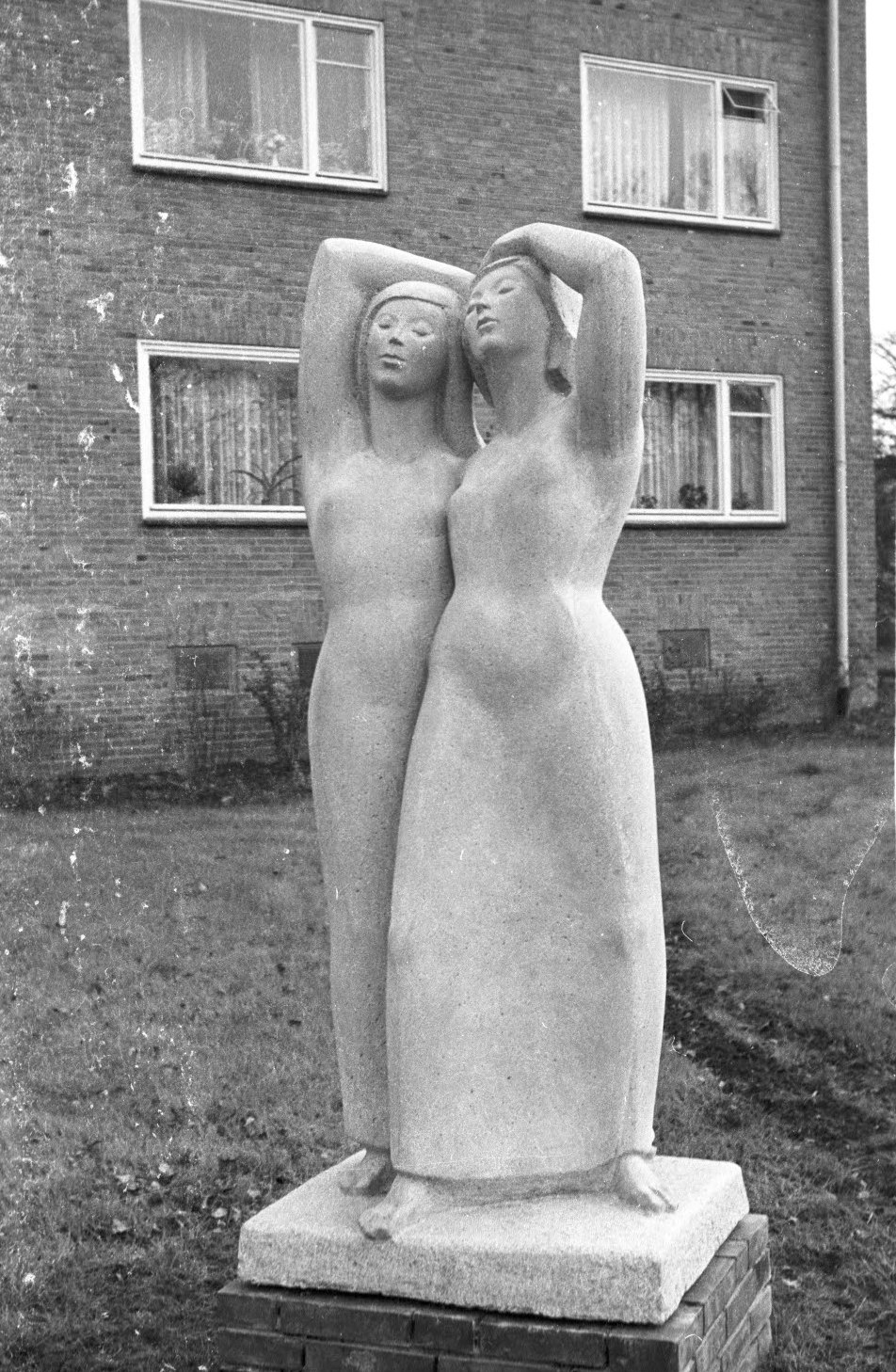
Tine und Stine